# HD 210277
HD 210277 és una estrella de la 7a magnitud de la constel·lació d'Aquari. És una estrella nana groga del tipus G0V semblant al Sol. Té una massa d'aproximadament 0,92 vegades la del Sol, i s'estima que tendria uns 12 mil milions d'anys. A causa del fet que la seva distància de la Terra és d'uns 69 anys llum, per la qual cosa no és visible per l'ull nu. Es pot veure fàcilment amb uns binoculars.

## Sistema planetari
Aquesta estrella té un planeta extrasolar massiu orbitant al seu voltant, anomenat HD 210277 b. L'any 1999 es va anunciar el descobriment d'un disc circumestel·lar per T. E. Trilling i cols. basant-se en observacions de longitud d'ona infraroja. El disc podria ser similar al cinturó de Kuiper del nostre sistema solar.

## El disc de pols a HD 210277
L'any 1999 es va descriure un disc de pols voltant l'estrella HD 210277, similar al cinturó de Kuiper del sistema solar. Està entre 30 i 62 ua de l'estrella i s'estima que és entre 50 i 80 vegades més massiva que el nostre cinturó de Kuiper.